# 1898 en Italie
Chronologie de l'Italie
- 1894
- 1895
- 1896
- 1897
- 1898
- 1899
- 1900
- 1901
- 1902

Cette page concerne l'année 1898 du calendrier grégorien.

## Événements
- Printemps : émeutes dans toute l’Italie contre la hausse des prix. L’Italie semble au bord de l’explosion sociale[1]. Des désordres éclatent dans les Pouilles, dans les Marches, en Toscane, en Romagne et en Lombardie. L’agitation atteint Milan.

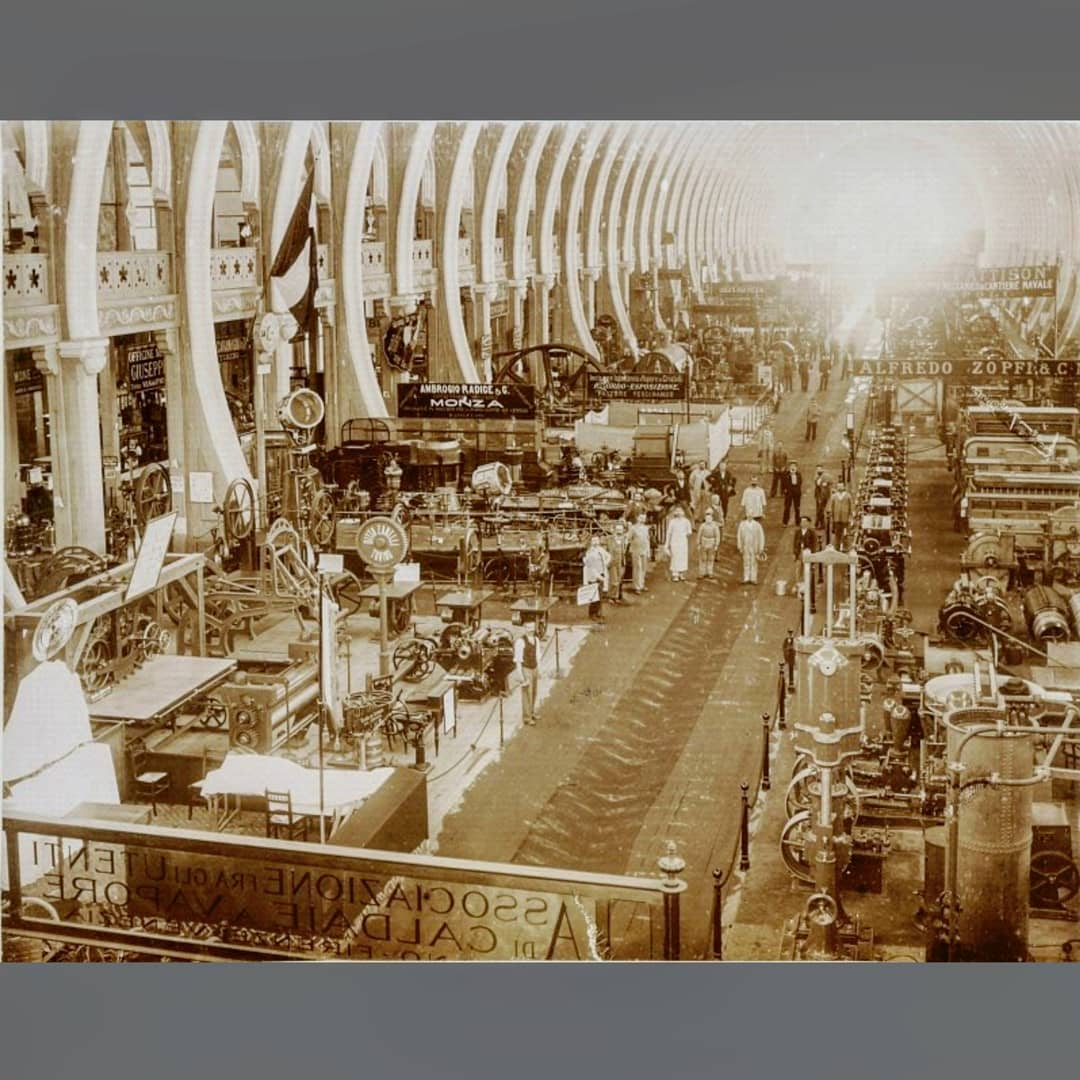
Exposition générale italienne de Turin 1898. Galerie du travail.

- 11 avril-31 octobre : une grande exposition à Turin célèbre le 50e anniversaire de la Constitution et la première guerre d’indépendance[2].
- 25 avril-10 mai : terreur blanche en Italie. Le général Luigi Pelloux écrase une révolte dans le Sud et le 9 mai la moitié du royaume est placée sous la loi martiale[3].

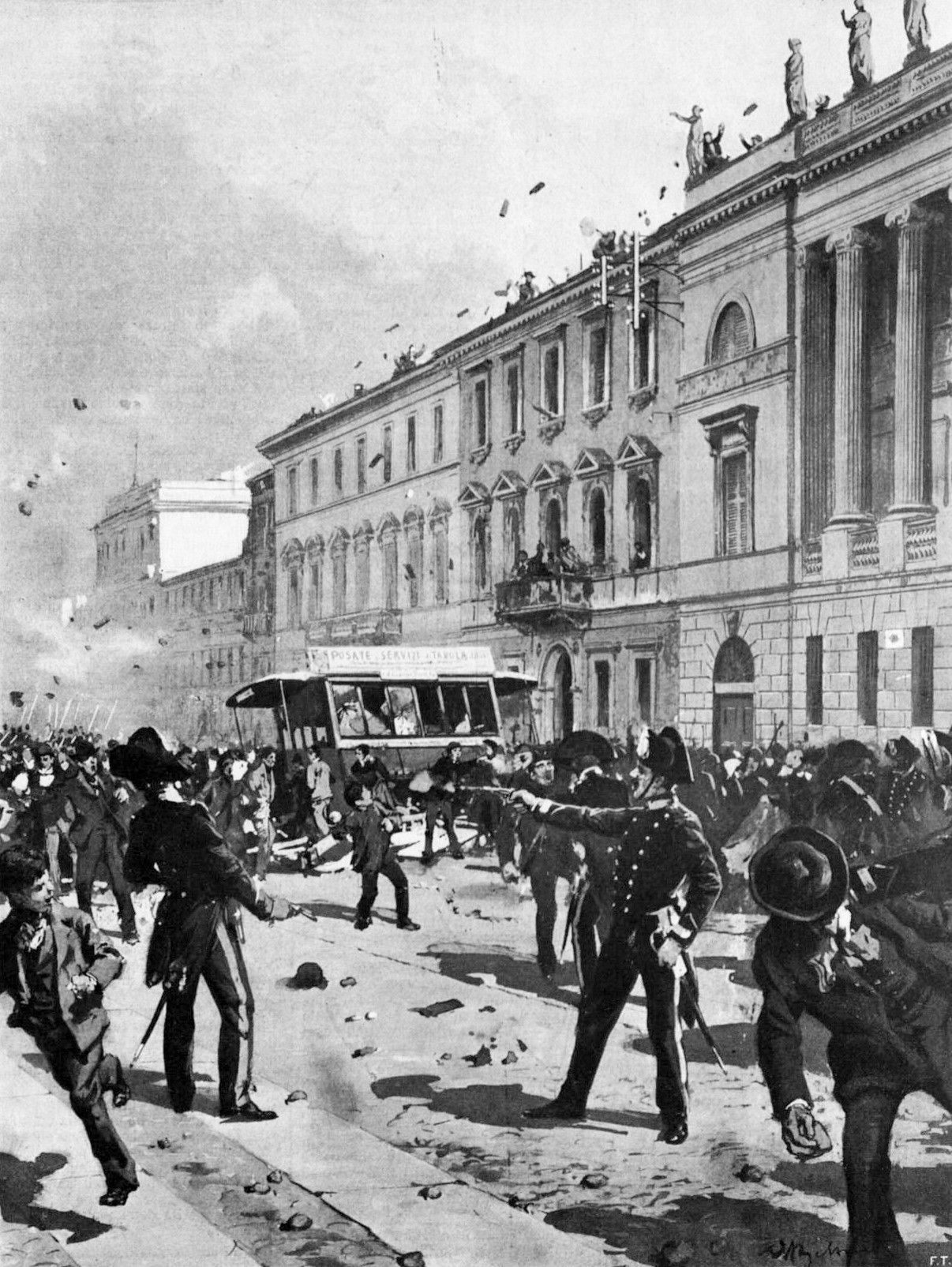
Massacre de Milan.

- 6-9 mai : insurrections à Milan contre la cherté du pain ; la troupe du général Bava Beccaris tire au canon sur la foule (Massacre de Milan)[4].
- 1er-26 juin : gouvernement di Rudinì V[5].
- 28 mai   le photographe amateur Secondo Pia prend en photo le saint Suaire de Turin et découvre une image étrange qui relance les recherches scientifiques
- 29 juin : les événements de mai entraînent la chute du gouvernement Di Rudini. Le roi appelle le général Luigi Pelloux, qui jouit d’une réputation libérale, pour former un gouvernement de centre gauche et apaiser la situation[6].

- 19 juillet : loi qui met en place les assurances ouvrières contre les accidents du travail et institue une caisse nationale facultative de prévoyance pour l'invalidité et la vieillesse[7].
- 10 septembre : assassinat de l’impératrice Élisabeth d’Autriche à Genève par l’anarchiste Italien Luigi Luccheni[8].

- 15 novembre : fondation à Turin de la Corda Fratres–Fédération internationale des étudiants, société festive et carnavalesque universelle[9].
- 21 novembre : traité de commerce entre l’Italie et la France[10].
- 1er décembre : création à Turin de l'Automobile Club[11].

- 1898-1913 : équilibre du budget de l’État italien[12].

## Culture

### Littérature

#### Livres parus en 1898
- Senilità, second roman d'Italo Svevo.

### Musique
- 'O sole mio, chanson napolitaine, composée par Eduardo di Capua et Alfredo Mazzucchi (it) en 1898[13], avec des paroles de Giovanni Capurro.

#### Opéras créés en 1898
- 22 novembre : Iris, opéra de Pietro Mascagni, à Rome.

## Décès en 1898
- 19 janvier : Leone Carpi, économiste, journaliste et homme politique. (° 7 septembre 1810)
- 11 avril : Edoardo Chiossone, 65 ans, graveur et peintre, connu pour son travail en tant que conseiller étranger au Japon au cours de l'ère Meiji. (° 21 janvier 1833)